# Königliche Münze zu Altona
Die Königliche Münze zu Altona war eine im Jahre 1771 vom damaligen Landesherren, dem dänischen König Christian VII., gegründete Münzstätte für die Herzogtümer Schleswig und Holstein sowie für den dänischen Gesamtstaat. Das Münzzeichen war ein Reichsapfel.

## Geschichte

### Vorgänger: Gräflich Pinneberg-Schauenburger Münze
In Altona existierte bereits vor der königlich dänischen Münze eine gräflich Pinneberg-Schauenburger Münzstätte. Die Grafen von Holstein-Pinneberg, zu denen Altona im 16. und 17. Jahrhundert gehörte, hatten dort von 1589 bis 1640 Münzen prägen lassen. Der erste Münzmeister war Karl Isenbehn (bis 1600). Münzbeamte waren weiterhin Daniel Kostede (1599–1605), Henning Hanses (1605–1621), Christoph Freistell (1618–1640) und Thomas Eisenbein (1621–1624). An Goldmünzen wurden Golddukaten und Portugalöser bis zum Wert von 20 Dukaten (~70 g) geprägt.

### Königlich dänische Münze
Im Zuge der Entstehung des dänischen Gesamtstaats im fortschreitenden 18. Jahrhundert war der dänische König Landesherr in der Grafschaft Pinneberg und somit auch in Altona geworden. Bereits seit Mitte des 18. Jahrhunderts kursierten Vorschläge zur Errichtung einer Münze in Altona. Am 18. April 1768 erging königlicher Beschluss, eine Konzession für eine Münzstätte an die Stadt Altona zu geben. 1771 konnte der Baumeister Johann Gottfried Rosenberg (1709–1779) einen Neubau für die Münze fertigstellen (damalige Ecke Große Johannisstraße 72/Annenstraße).
In der königlichen Münze wurden zunächst Münzen für den dänischen Gesamtstaat geprägt. Große Bedeutung erhielt die Altonaer Münze im Zuge der Währungsreform in Schleswig und Holstein 1788, da große Mengen neuer Münzen geprägt werden mussten. Unter anderem wurde ab 1786 in Poppenbüttel eine Zweigstelle eingerichtet (siehe Abschnitt unten). In Altona wurden die neuen Münzen der schleswig-holsteinischen Species- bzw. Courant-Währung geprägt. Im benachbarten Hamburg war bereits 1725 eine Courant-Währung eingeführt worden. Zudem kamen Münzen für die zeitweilig ebenfalls aus Kopenhagen verwalteten Herrschaftsgebiete in Oldenburg und Lauenburg. Während des schleswig-holsteinischen Kriegs wurden 1850/51 originär schleswig-holsteinische Dreilinge und Sechslinge geprägt.
Geprägt wurde bis 1861. Das Gebäude der Münze in Altona wurde 1943 bei einem Bombenangriff auf Hamburg zerstört und 1947 abgebrochen.

## Zweigstelle in Poppenbüttel
Zeitweise existierte eine Zweigstelle in Poppenbüttel, damals ein Dorf nördlich von Hamburg. Gemünzt wurden vor allem von 1786 bis 1789 größere Mengen an ganzen Speciestalern bis hinunter zu 1/24-Stücken. Weiterhin wurden Albertustaler und Reisetaler geprägt. An Halbzeugen wurden zudem Kupferbleche für die 1-Skilling Danske-Scheidemünzen von 1771 hergestellt.
Der Hamburger Zuckerbäcker und Unternehmer Hinrich Christian Olde betrieb seit den 1760er Jahren eine Kupfermühle, d. h. eine von Wasserkraft angetriebene Fabrik für Kupfererzeugnisse in Poppenbüttel. Die Kupfermühle erweiterte er um ein Schmelzwerk für Silber. 1786 musste er den Betrieb für 40.000 Taler dänisch Grobkurant an den dänischen König verkaufen. Olde blieb aber Betriebsleiter und pachtete die Altonaer Münze für 800 Reichstaler pro Jahr und 1/4 % des ausgemünzten Betrage hinzu. Diese Transaktionen dienten der Vorbereitung der Einführung der "neuen" schleswig-holsteinischen Specieswährung zwei Jahre später. Da Energie und Arbeitskraft in Poppenbüttel günstiger als in Altona waren, produzierte er auch in Poppenbüttel Münzen.
Olde starb 1789; Münzen wurden bis 1808 in Poppenbüttel geprägt.

## Personal
- Michael Flor (M.F.) wurde 1786 zum Münzmeister bestellt.
- Heinrich Lorenz leitete von 1848 bis 1858 die Münze.
- Johann Heinrich Wolf war einer der ersten Medailleure in Altona.[7]
- Der Däne Hans Frederik Alsing (1800–1871)[8] war von 1856 bis zur Schließung der Münze deren Münzmeister. Seine Karriere in Altona begann 1825; unter anderem war er dort als Stempelschneider (1840) und Wardein (Kontrollbeamter der Münze) (1842) beschäftigt.

## Prägungen
Unter anderem wurden in Altona geprägt:
- Albertustaler, v. a. 1781 und 1784 für den Ostseehandel
- Christian d’or, 1771 und v. a. 1775 zur Zahlung eines Geldausgleichs in Gold im Zusammenhang mit der Tauschung der Grafschaft Oldenburg; später wurden auch Doppelchristian d’or geprägt
- Dreiling, 1787, kupferne 3-Pfennig-Münze
- Golddukat, 1771, eine kleine Menge, von Wolff gestaltete Münze
- Dreilinge und Sechslinge der schleswig-holsteinischen Statthalterschaft 1850–51
- Frederik d’or, erstmals 1827 durch Friedrich VI.; später auch Doppelte Frederik d’or und einfache durch Friedrich VII. (Dänemark)
- Speciesthaler im 9¼-Taler-Fuß ab der Währungsreform 1788 zu 60 Schillingen Schleswig-Holsteinisch Courant; weiterhin wurden 2/3-, 1/3-, 1/6-, 1/12- und 1/24-Speciesstücke geprägt